# Zethus fraternus
Zethus fraternus är en stekelart som beskrevs av Henri Saussure 1852. Zethus fraternus ingår i släktet Zethus och familjen Eumenidae. Inga underarter finns listade i Catalogue of Life.